# Эуштакиу, Стивен
Стивен Антунеш Эуштакиу (порт. Stephen Antunes Eustáquio; род. 21 декабря 1996, Лимингтон, Онтарио) — канадский и португальский футболист, полузащитник клуба «Порту» и сборной Канады. Участник чемпионата мира 2022 года.
Старший брат Стивена — Мауру (род. 1993) — также профессиональный футболист, выступал за молодёжные сборные Канады.

## Клубная карьера
Эуштакиу — воспитанник клубов «Назаренуш», «Униан Лейрия» и «Торреэнше». В 2015 году в составе последнего он начал профессиональную карьеру. Летом 2017 года Стивен перешёл в «Лейшойнш». 6 августа в матче против «Реала» он дебютировал в Сегунда-лиге. В начале 2018 года Эуштакиу присоединился к «Шавешу». Сумма трансфера составила 500 тыс. евро. 4 февраля в матче против «Фейренсе» он дебютировал в Сангриш-лиге. 14 апреля в поединке против «Боавишты» Стивен забил свой первый гол за «Шавеш».
В январе 2019 года Эуштакиу подписал контракт с мексиканским клубом «Крус Асуль». В своём дебютном матче в Лиге MX, 26 января против «Тихуаны», он получил травму, из-за которой пропустил восемь месяцев.
В декабре 2019 года Эуштакиу вернулся в Португалию, отправившись в аренду в «Пасуш де Феррейра» на оставшуюся часть сезона 2019/20. 11 января 2020 года в матче против «Портимоненсе» он дебютировал за новый клуб. В сентябре его аренда была продлена. 24 октября в поединке против «Насьонал Фуншал» Стивен забил свой первый гол за «Пасуш де Феррейра». В январе 2021 года «Пасуш де Феррейра» выкупил Эуштакиу за 2,5 млн евро.
24 января 2022 года Эуштакиу был арендован «Порту». 6 февраля в матче против «Ароки» он дебютировал за новую команду. В июле «Порту» активировал опцию выкупа Эуштакиу за 4 млн евро и подписал с ним контракт до 2027 года. 30 сентября в поединке против «Браги» Стивен забил свой первый гол за «Порту». В групповом этапе Лиги чемпионов против бельгийского «Брюгге» и испанского «Атлетико Мадрид» он забил по голу. В том же году игрок помог клубу выиграть чемпионат.

## Международная карьера
В составе сборной Португалии до 21 года Эуштакиу участвовал в матчах квалификации чемпионата Европы среди молодёжных команд 2019.
В феврале 2019 года Эуштакиу заявил о намерении выступать за сборную Канады. 15 ноября в матче Лиги наций КОНКАКАФ 2019/20 против сборной США он дебютировал за Канаду.
В 2021 году Эуштакиу принял участие в Золотом кубке КОНКАКАФ. На турнире он сыграл в матчах против сборных Мартиники, Гаити, Коста-Рики и Мексики. В поединке против мартиникцев, коста-риканцев и гаитян Стивен забил три гола.
В 2022 году Эуштакиу принял участие в чемпионате мира 2022 в Катаре. На турнире он сыграл в матчах против команд Бельгии и Хорватии.
Эуштакиу был включён в состав сборной на Золотой кубок КОНКАКАФ 2023, но был выведен из заявки за день до первого матча Канады на турнире.
По итогам 2023 года Эуштакиу был признан футболистом года в Канаде.

### Статистика в сборной
| Канада | Канада | Канада |
| Год    | Игры   | Голы   |
| ------ | ------ | ------ |
| 2019   | 1      | 0      |
| 2020   | 0      | 0      |
| 2021   | 17     | 3      |
| 2022   | 10     | 0      |
| 2023   | 6      | 1      |
| Всего  | 34     | 4      |

### Голы за сборную Канады
| #   | Дата           | Место                                 | Противник  | Счёт | Результат | Соревнование                           |
| --- | -------------- | ------------------------------------- | ---------- | ---- | --------- | -------------------------------------- |
| 01. | 11 июля 2021   | Чилдренс Мёрси Парк, Канзас-Сити, США | Мартиника  | 3:1  | 4:1       | Золотой кубок КОНКАКАФ 2021            |
| 02. | 15 июля 2021   | Чилдренс Мёрси Парк, Канзас-Сити, США | Гаити      | 0:1  | 1:4       | Золотой кубок КОНКАКАФ 2021            |
| 03. | 25 июля 2021   | Стэйт Фарм Стэдиум, Глендейл, США     | Коста-Рика | 0:2  | 0:2       | Золотой кубок КОНКАКАФ 2021            |
| 04. | 18 ноября 2023 | Индепенденс Парк, Кингстон, Ямайка    | Ямайка     | 1:2  | 1:2       | Лига наций КОНКАКАФ 2023/2024 (Лига A) |

## Достижения
Командные
 «Порту»
- Победитель Сангриш-лиги: 2021/22
- Обладатель Кубка Португалии (2): 2021/22, 2022/23
- Обладатель Кубка португальской лиги: 2022/23
- Обладатель Суперкубка Португалии: 2022

Личные
- Футболист года в Канаде: 2023